# Американские ласточки
Американские ласточки  (лат. Tachycineta) — род птиц семейства ласточковых. В состав рода включают 9 видов. Все представители рода распространены в Америке.

## Описание
Это стройные ласточки с раздвоенным хвостом. У большинства видов спина металлически-зелёная, голова зелёная или голубая, а крылья металлически-синие или коричневые без блеска. У всех видов нижняя часть тела чисто белая, а у четырех видов — белое надхвостье.
Большинство представителей рода, по крайней мере частично, являются перелетными птицами, и только фиолетово-зелёная американская ласточка и мангровая ласточка являются по существу оседлыми. Все виды используют естественные или заброшенные полости в качестве мест гнездования.

## Классификация
В состав рода включают 9 видов:
| Изображение | Научное название          | Русское название                        | Распространение |
| ----------- | ------------------------- | --------------------------------------- | --- |
|             | Tachycineta bicolor       | Древесная американская ласточка         | северо-центральная часть Аляски и Канада на юг до Теннесси в восточной части ареала, Калифорнии и Нью-Мексико на западе и Канзаса в центре |
|             | Tachycineta cyaneoviridis | Багамская американская ласточка         | север Багамских островов (острова Андрос, Большой Багама, Абако и Нью-Провиденс                                                            |
|             | Tachycineta thalassina    | Фиолетово-зелёная американская ласточка | от центральной Аляски до Мексики |
|             | Tachycineta euchrysea     | Золотистая американская ласточка        | Гаити и ранее Ямайка |
|             | Tachycineta albilinea     | Мангровая ласточка                      | Мексика и вся Центральная Америка (Белиз, Гватемала, Гондурас, Сальвадор, Никарагуа, Коста-Рика и Панама)                                  |
|             | Tachycineta leucorrhoa    | Белопоясничная американская ласточка    | Аргентина, Боливия, Бразилия, Парагвай, Перу и Уругвай                                                                                     |
|             | Tachycineta leucopyga     | Чилийская американская ласточка         | Аргентина, Боливия, Бразилия, Чили, Фолклендские острова, Парагвай и Уругвай                                                               |
|             | Tachycineta stolzmanni    |                                         | север-запад Перу и до юго-запада Эквадора                                                                                                  |
|             | Tachycineta albiventer    | Белокрылая американская ласточка        | Южная Америка от Колумбии, Венесуэлы и Тринидад и Тобаго до севера Аргентины                                                               |